# 2004년 마드리드 열차 폭탄 테러
2004년 3월 11일 스페인 테러(스페인어: atentados del 11 de marzo de 2004 en España)는 숫자의 11M이라는 숫자로 알려져 있고, 마드리드 세리칸 네트워크에서 일어난 4열차의 테러 공격으로 모로코 이슬람 무장단체에 의해 끌려간 일련의 테러 공격이었다. 이후 수사 및 경찰법원으로 하여금 알카에다와 모로코 연대하여 시행한 4대 규모의 테러 공격이었다. 193명이 사망했고 약 2천 명이 부상을 당했다.
2004년 3월 11일, 07시 40분 (CET) 가운데 러시아워에 마드리드 네 개의 기차에서 거의 동시에 10개의 폭발이 일어났다. 이후 그 시의 해제 시도로, 경찰은 폭발하지 않은 두 유물들을 통제하는 방법으로 폭발했다. 이후 그들은 콘텐츠로 인해 저자들의 식별자로 이어질 수 있는 첫 번째 수색을 시작할 수 있는 제3자를 비활성화시켰다.
공격들은 2004년 총선 전에 3일 전에 나왔다. 두 개의 스페인의 주요 정당인 PP - 인민당(PAP)과 사회노동자당(PSE)은 선거 이유로 인해 테러 관련 정보를 은폐하거나 왜곡하는 혐의를 받았다. 이는 나중에 11M의 음모론이라 불리는 경찰 조사와 약술에 대한 추론을 유발하게 된 요인 중 하나였다.
그것은 1988년 로커비 폭탄 테러로 스페인 역사상 가장 큰 테러 공격이다. 이것은 1985년 스페인에서 발생한 제1차 테러가 아니라 18명의 사망자를 낸 어스 레스토랑 폭탄 테러가 일어났다.